# Jure Francetić
Jure Francetić (Otočac, Reino de Croacia-Eslavonia, 3 de julio de 1912-Močile, Estado Independiente de Croacia, 27 o 28 de diciembre de 1942) fue un militar croata, comisionado de la Ustacha para Bosnia y Herzegovina, regiones del Estado Independiente de Croacia (NDH) durante la Segunda Guerra Mundial. Fungió, asimismo, como comandante del 1.er Regimiento de la Milicia Ustacha, que más tarde se conocería como la Legión Negra. Desempeñando ambos papeles, fue responsable de masacres de serbobosnios y judíos bosnios. 
Miembro del círculo de allegados de Ante Pavelić, se le consideró su posible sucesor en el cargo de poglavnik (líder) del NDH. Falleció a causa de las heridas recibidas al ser capturado por los partisanos yugoslavos cerca de Slunj, donde su aeronave se había estrellado a finales de diciembre de 1942.

## Biografía

### Infancia y vida previa a la formación del NDH
Francetić nació el 3 de julio de 1912 en Otočac, en la región montañosa de Lika, situada en lo que hoy en día es Croacia central. Tras pasar por el instituto, donde recibió influencias de profesores nacionalistas, estudió Derecho en la Universidad de Zagreb; fue allí donde se unió al movimiento Ustacha, para poco después dejar sus estudios. Esta adhesión provocó que, dadas sus actividades políticas antiyugoslavas, se hubiera de exiliar de la capital durante cinco años. Vivió en su localidad natal durante un breve periodo de tiempo, antes de emigrar a Italia en marzo de 1933; fue allí, concretamente en Borgotaro, donde el 24 de abril de ese mismo año prestó su juramento a la Ustacha. Pasó los siguientes cuatro años a caballo entre Austria, Italia y Hungría. En este último territorio, se unió al campo de la facción de la Ustacha en Jankapuszta, bajo el nom de guerre de «Laszlo»; llegó a ser subcomandante de la facción y se convirtió en un ustacha fanático.
A raíz del asesinato del rey Alejandro I de Yugoslavia, Mussolini internó a Francetić en Cerdeña a petición del Gobierno yugoslavo. Con motivo de la declaración de una amnistía en el Reino de Yugoslavia, pudo regresar en noviembre de 1937 a Croacia, donde, sin embargo, fue arrestado de inmediato y obligado a regresar a su localidad natal. Al año siguiente, volvió a Zagreb con la esperanza de finalizar sus estudios de Derecho, pero, en cambio, se le forzó a completar el servicio militar. Entre sus actividades nacionalistas se contaba saludar a todos los habitantes de Otočac al grito de «¡Larga vida a Ante Pavelić! ¡Larga vida al Estado Independiente de Croacia!». Fue arrestado nuevamente en Zagreb a finales de 1940, a raíz de un telégrafo que varios nacionalistas croatas enviaron a modo de felicitación a Jozef Tiso, el presidente de la recién conformada República Eslovaca. Se vio obligado, otra vez más, a regresar a su Otočac natal. Tras pronunciar un discurso nacionalista en las celebraciones de Año Nuevo en una escuela local, el 12 de enero de 1941 tuvo que huir a la Alemania nazi para burlar su arresto.

### Segunda Guerra Mundial
Tras la conformación del Estado Independiente de Croacia (NDH, por sus siglas en ese idioma), Francetić fue designado delegado en jefe de la Ustacha en Bosnia y Herzegovina, con el encargo de reforzar el régimen allí establecido. Llegó a Sarajevo el 24 de abril de 1941, acompañado del mariscal Slavko Kvaternik, ochocientos milicianos y trescientos miembros del cuerpo policial para establecer un control formal. Se convirtió, de manera efectiva, en el líder político más poderoso de Sarajevo y se granjeó una reputación que lo pintaba despiadado con los serbios y los judíos. Bajo su mando, la Ustacha se hizo con el control de la administración local, con cuyo fin destituyó a todos los funcionarios y profesores englobados dentro de la categoría de srbijanci, así como a los judíos. Entre las tareas regulares de sus esbirros se contaban matanzas, arrestos y deportaciones de serbios y judíos; todas esas acciones iban en consonancia con la política oficial de la Ustacha, que propugnaba el exterminio completo de los judíos y el asesinato o expulsión y/o conversión forzada al catolicismo de los serbios ortodoxos de Bosnia y Herzegovina. El 23 de julio de 1941, el cuartel central de la policía de la Ustacha en el NDH hizo llegar una orden a los cabecillas de la reunión, entre los que estaba Francetić, para que comenzasen a arrestar y transportar al campo de concentración de Gospić a judíos, serbios y comunistas.
Francetić fue retirado en septiembre de 1942 de su cargo como delegado en jefe del Gobierno en Bosnia, probablemente para calmar los temores de los musulmanes de Bosnia relativos a las atrocidades perpetradas por la Ustacha a lo largo de los dieciocho meses previos.

### Legión Negra
En agosto de 1941, las milicias de la Ustacha que estaban bajo la dirección de Francetić, por aquel entonces mayor, se desplegaron por este de Herzegovina para hacer frente a la rebelión que allí se había desatado.
Ante Vokić y el propio Francetić organizaron el 1.er Regimiento de la Milicia Ustacha (Prva Ustaška pukovnija en croata). Cuando el primer comandante del regimiento falleció, Francetić lo sustituyó al frente; bajo su mando, creció con rapidez y se ganó una reputación por su fanatismo y violencia. Tras su servicio en Bosnia, para diciembre ya se había ganado el sobrenombre de «Legión Negra» al adaptar un uniforme de ese color. Era temida por su moral fanática y sus dotes para la lucha, pero también por las atrocidades que venía cometiendo contra la población serbobosnia. Pronto llegó a tener entre mil y mil quinientos hombres entre sus filas.
En el invierno de 1941-1942, la Legión Negra perpetró masacres tanto en Prijedor, en el noroeste de Bosnia, como en las montañas de Romanija, al noreste de Sarajevo. En las que tuvieron lugar cerca de esta última capital, asesinó a miles de civiles serbobosnios indefensos, cuyos cadáveres fueron arrojados al río Drina. Se rumoreó que Francetić había ordenado personalmente el asesinato de más de tres mil personas de las que fueron masacradas en esas operaciones.
Su única educación militar, así como su rango, la recibió cuando servía para el Ejército del Reino de Yugoslavia. Llegó a ser suboficial en el rango de sargento. En lo tocante a su experiencia y conocimiento militares, el también militar Dido Kvaternik apuntó: «No contaba con la educación ni el conocimiento militares básicos ni tenía ningún talento para la organización militar básica». Tras la conformación del Estado Independiente de Croacia en abril de 1941, organizó la Legión Negra con otros diez hombres. Se convirtió, asimismo, en su líder y se ganó el rango de coronel dentro del ejército de la Ustacha. Kvaternik lo tenía por «un guerrilla de nacimiento y un hijo de nuestra montañosa Herzegovina», razón suficiente para entronarlo como líder militar en Bosnia y Herzegovina.
También guio a la Legión Negra durante la Operación Trio, una ofensiva lanzada de manera conjunta por alemanes, italianos y ustachas en la Bosnia oriental entre abril y junio de 1942. Según el general Bader, comandante encargado de la dirección conjunta de las fuerzas, la Legión Negra «coadyuvó de manera significativa al éxito de la ofensiva». En mayo, esta misma legión masacró alrededor de novecientos serbios y judíos de Vlasenica, después de violar a mujeres y niñas.
Francetić se encargó personalmente de arrestar e interrogar a los líderes serbios y judíos más importantes, y ordenó la ejecución de algunos de ellos. De hecho, convirtió su propio apartamento de Sarajevo en una prisión. La brutalidad empleada contra los serbios y los disidentes condujo, supuestamente, a que los alemanes exigiesen la dimisión de Francetić como comandante de la Legión Negra. Pavelić no solo se negó a esto, sino que lo ascendió a comandante de todas las formaciones terrestres de la Ustacha.

### Fallecimiento
El 22 de diciembre, cuando volaba rumbo a Gospić, los partisanos yugoslavos abatieron su avión cerca del pueblo de Močile, que estaba controlado por estos. Tanto él como su piloto cayeron inmediatamente en manos de los oriundos de la zona. Herido de gravedad, a Francetić lo llevaron a un hospital en el que cirujanos partisanos trataron de salvar su vida para poder intercambiarlo por prisioneros de los campos de concentración de la Ustacha, pero fracasaron. Falleció, pues, el 27 o 28 de diciembre de 1942, a los 30 años de edad. A las autoridades ustachas les preocupaba tanto el efecto que el conocimiento de su muerte pudiera tener sobre aquellos que apoyaban el movimiento que no lo comunicaron hasta comienzos de marzo. El anuncio oficial se produjo el 31, cuando la Ustacha declaró ocho días de luto oficial.